# سباعيات الرجبي في الألعاب الأولمبية الصيفية 2016
عقدت منافسات سباعيات الرجبي في ريو دي جانيرو في دورة الألعاب الأولمبية الصيفية 2016 في الفترة من 6-11 أغسطس 2016. إستغرقت المنافسة ثلاثة أيام.
تم تطبيق القوانين المعتادة لسباعيات الرجبي.